# Kameron Woods
Kameron Woods (Louisville, 22 aprile 1993) è un ex cestista e allenatore di pallacanestro statunitense.